# Blatná na Ostrove
Blatná na Ostrove (maďarsky Sárosfa) je obec na Slovensku v okrese Dunajská Streda. V roce 2004 měla 828 obyvatel.  Mateřská i základní škola jsou  s vyučovacím jazykem maďarským.

## Historie
První písemná zmínka o obci pochází z roku 1886. V roce 1930 zde žilo 489 lidí. V letech 1938 až 1945 byla obec přičleněna (v důsledku první vídeňské arbitráže) k Maďarsku.

## Partnerské obce
- Tarany, Maďarsko
- Mezőtúr. Maďarsko